# کوهی اوگوری
کوهی اوگوری (انگلیسی: Kōhei Oguri؛ زادهٔ ۲۹ اکتبر ۱۹۴۵) کارگردان، فیلم‌نامه‌نویس و مقاله‌نویس اهل ژاپن است. فیلم نیش مرگ ساخته این کارگردان در چهل و سومین دوره جشنواره فیلم کن در سال ۱۹۹۰، برنده جایزه بزرگ شد.